# World Series of Poker 1994
1994 års World Series of Poker (WSOP) pokerturnering hölls vid Binion's Horseshoe.

## Inledande event
| Event                               | Vinnare          | Pris (USD) | Tvåa               |
| ----------------------------------- | ---------------- | ---------- | ------------------ |
| $1 500 Limit Hold'em                | Steven Sim       | $289 200   | Charles Brock      |
| $1 500 Seven Card Stud              | Johnny Chan      | $135 600   | Mansour Matloubi   |
| $1 500 Limit Omaha                  | Brent Carter     | $83 400    | Moxie Ungar        |
| $1 500 Seven Card Stud Split        | Vince Burgio     | $127 200   | Gary Hutzler       |
| $1 500 Seven Card Razz              | Mike Hart        | $88 800    | Tommy Hugnagle     |
| $1 500 Omaha 8 or better            | T.J. Cloutier    | $135 000   | Christer Björin    |
| $1 500 No Limit Hold'em             | George Rodis     | $135 000   | Phil Hellmuth Jr   |
| $1 500 Pot Limit Omaha              | O'Neil Longson   | $100 800   | J. C. Pearson      |
| $1 500 Pot Limit Hold'em            | Jay Heimowitz    | $148 200   | Unknown            |
| $2 500 Omaha 8 or better            | J. C. Pearson    | $103 000   | Mattias Rochnacher |
| $5 000 No Limit Deuce to Seven Draw | Lyle Berman      | $128 250   | Huck Seed          |
| $1 500 Ace to Five Draw             | J. J. Chun       | $93 000    | Steve Flickner     |
| $2 500 Limit Hold'em                | Mike Laving      | $212 000   | Fred Lieberman     |
| $2 500 Seven Card Stud              | Rodney H. Pardey | $132 000   | Alan Boston        |
| $2 500 Pot Limit Omaha              | Huck Seed        | $167 000   | Lindy Chambers     |
| $2 500 Pot Limit Hold'em            | T. J. Cloutier   | $163 000   | Travis Dang        |
| $5 000 Seven Card Stud              | Roger Moore      | $144 000   | Adam Roberts       |
| $2 500 No Limit Hold'em             | John Heaney      | $220 000   | Hal Kant           |
| $5 000 Limit Hold'em                | Erik Seidel      | $210 000   | Mike Davis         |
| $1 000 Ladies' Seven Card Stud      | Barbara Enright  | $38 400    | Natalie Ryke       |
| Press Invitational No Limit Hold'em | Bill Sykes       | $1 000     | Joe Saumarez Smith |

## Main Event
268 stycken deltog i Main Event. Varje deltagare betalade $10 000 för att delta. Vinnaren fick även sin vikt i silver, då WSOP firade silverjubileum..

### Finalbordet
| Placering | Namn              | Pris       |
| --------- | ----------------- | ---------- |
| 1         | Russ Hamilton     | $1 000 000 |
| 2         | Hugh Vincent      | $588 000   |
| 3         | John Spadavecchia | $294 000   |
| 4         | Vince Burgio      | $168 000   |
| 5         | Al Krux           | $100 800   |
| 6         | Robert Turner     | $50 400    |